# Чжу Менхуей
Чжу Менхуей (23 березня 1999) — китайська плавчиня.
Призерка Чемпіонату світу з водних видів спорту 2017 року.
Призерка Чемпіонату світу з плавання на короткій воді 2018 року.
Переможниця Азійських ігор 2018 року.